# Chelmon rostratus
Chelmon rostratus е вид бодлоперка от семейство Chaetodontidae. Видът не е застрашен от изчезване.

## Разпространение и местообитание
Разпространен е в Австралия, Виетнам, Индонезия, Камбоджа, Малайзия, Мианмар, Папуа Нова Гвинея, Провинции в КНР, Сингапур, Соломонови острови, Тайван, Тайланд, Филипини, Хонконг, Шри Ланка и Япония.
Обитава крайбрежията на полусолени водоеми, океани, морета, заливи и рифове. Среща се на дълбочина от 1 до 25 m, при температура на водата от 23,8 до 28,4 °C и соленост 32,5 – 35,4 ‰.

## Описание
На дължина достигат до 20 cm.
Продължителността им на живот е около 10 години. Популацията на вида е стабилна.